# Getelo
Getelo là một đô thị thuộc huyện Grafschaft Bentheim trong bang Niedersachsen.
Getelo nằm ở phía tây của Nordhorn tại biên giới với Hà Lan và thuộc cộng đồng chung (Samtgemeinde) Uelsen.
Cộng đồng này có hai trung tâm là Getelo và Getelomoor.